# Denhartogia
Denhartogia is een geslacht van koralen uit de familie van de Clavulariidae.

## Soort
- Denhartogia hartogi Ocaña & van Ofwegen, 2003